# Чинар дере
Чинар дере (на гръцки: Ασπρόχώμα, Аспрохома, до 1969 година Τσινὰρ Ντερὲ, Цинар дере) е река в планината Урвил (Леканис Ори), Южна Македония, Гърция.
Реката извира в централната част на Урвил, южно под връх Малък Чал (1158 m), северно от село Платамонас (Оладжак) под името Чай. Северно от развалините на Алханли (Ахладини) завива на югозапад, приема големия си десен приток Сюлейман дере (Заркадорема) и отново потича на юг под името Коджа. Минава западно от Ано Левки (Горен чинар), излиза в Беломорската равнина и се влива в Бяло море непосредствено източно от Неа Карвали (Чапрънли).